# Rue Vercingétorix
La rue Vercingétorix est une voie publique située dans le quartier de Plaisance du 14e arrondissement de Paris (France).

## Situation et accès

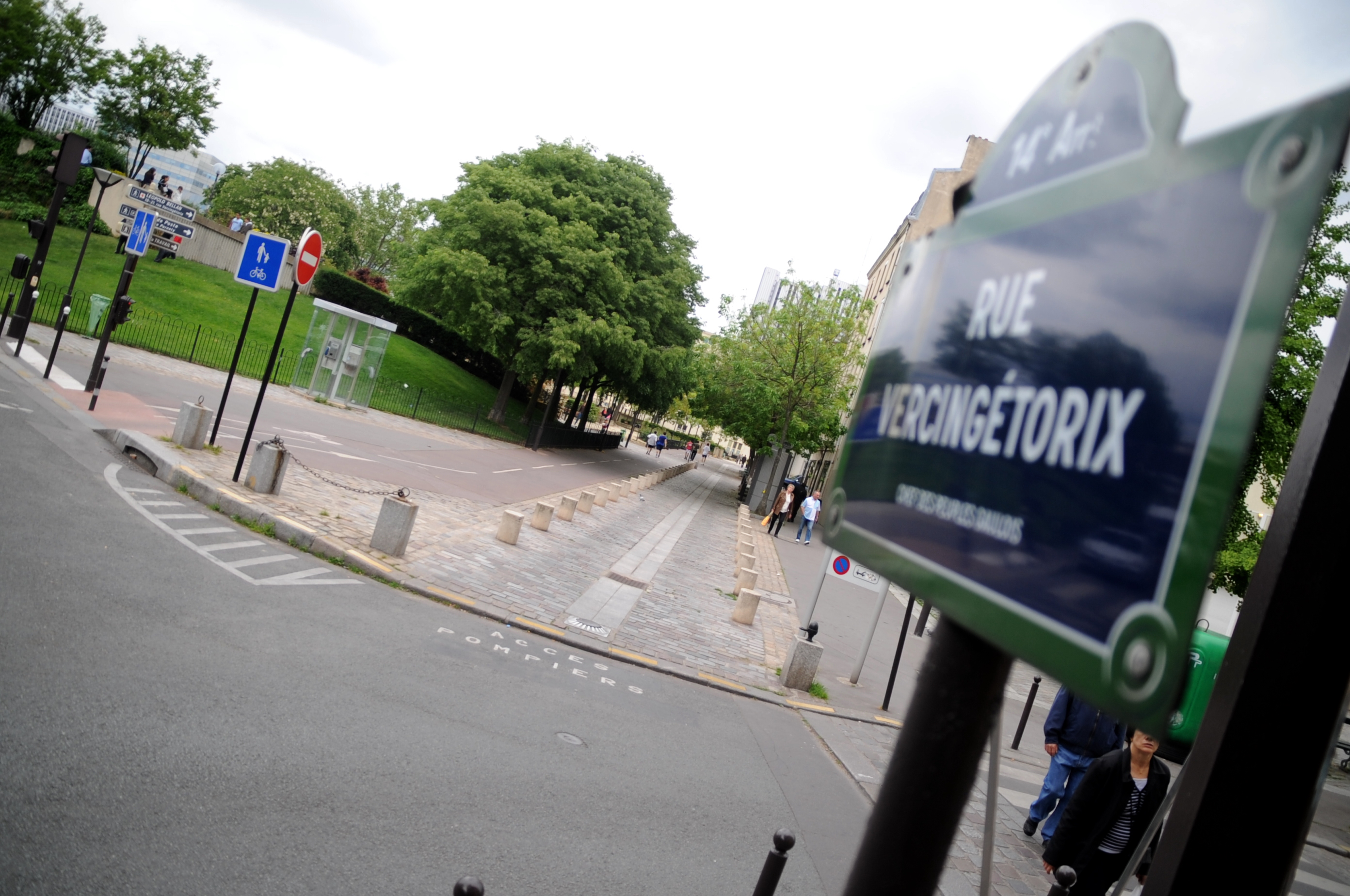
La rue Vercingétorix, à l'intersection avec la rue Pernety, le 10 mai 2009.

La rue Vercingétorix, d'une longueur de 1 723 mètres, longe les voies SNCF depuis la gare de Paris-Montparnasse en direction des boulevards des Maréchaux. Elle commence au niveau de l'avenue du Maine, traverse, depuis le milieu des années 1980, la place de Catalogne et coupe la rue d'Alésia pour terminer sur le boulevard Brune au niveau de la porte de Vanves et du jardin Monique-Wittig, se prolongeant, au-delà du boulevard, par l'avenue de la Porte-de-Vanves.
Elle est accessible à son début par la station Gaîté et à sa fin par la station Porte de Vanves de la ligne 13.

## Origine du nom
Elle rend hommage à Vercingétorix, roi et chef de guerre gaulois vainqueur à Gergovie et défenseur d'Alésia, noms de deux rues voisines.

## Historique
La rue est ouverte par décret du 14 avril 1874, sur une longueur de 80 mètres, entre l'avenue du Maine et la rue de Médéah, sous le nom de « rue de Constantine » qu'elle prolongeait.
Par arrêté du 10 novembre 1873, la rue de Constantine, qui était comprise entre l'avenue du Maine et la rue d'Alésia, prend le nom de « rue Vercingétorix ».
Par décret du 14 mai 1895, elle est prolongée entre les rues d'Alésia et Paturle. Cette partie prendra la dénomination de « rue Vercingétorix » par arrêté du 31 juillet 1899.
Au début du XXe siècle, la rue Vercingétorix est associée à la vie artistique intense du quartier du Montparnasse. De nombreux ateliers y sont recensés ainsi que deux cités d'artistes (voir nos  3 et 50/52).
Selon Camille Jullian, cité par Albert Mousset, les habitants du quartier la surnommaient « rue des Vingt-Cinq Liquoristes ».
Les opérations de rénovation de l'îlot « Plaisance-Vandamme » et d'aménagement des ZAC Guilleminot-Vercingétorix et Jean-Zay, ainsi que le plan autoroutier pour Paris projeté au milieu des années 1960, ont profondément bouleversé la configuration de la rue Vercingétorix et de ses environs. Lorsque la réalisation de la « radiale » Vercingétorix — qui devait faire déboucher l'autoroute A10 dans le centre de Paris — est interrompue dans les années 1970, la majorité des maisons a déjà été expropriée et démolie. Dans l'espace laissé vacant à cause de l'abandon du projet de « radiale », on aménage ensuite dans les années 1980 plusieurs squares (dont le square du Cardinal-Wyszynski).
À l’ouest de la rue, l’aménagement du quartier a fait disparaître les voies :
- Rue de Médéah.
- Une partie de la rue de Perceval.
- Rue du Moulin-de-Beurre.
- Une partie de la rue Vandamme
- Rue Bourgeois (entre la rue du Château et la rue du Moulin-de-Beurre).
- Impasse Colas.
- Passage Bournisien.
- Rue Perrel
- Rue Blottière.
- impasse Blottière.

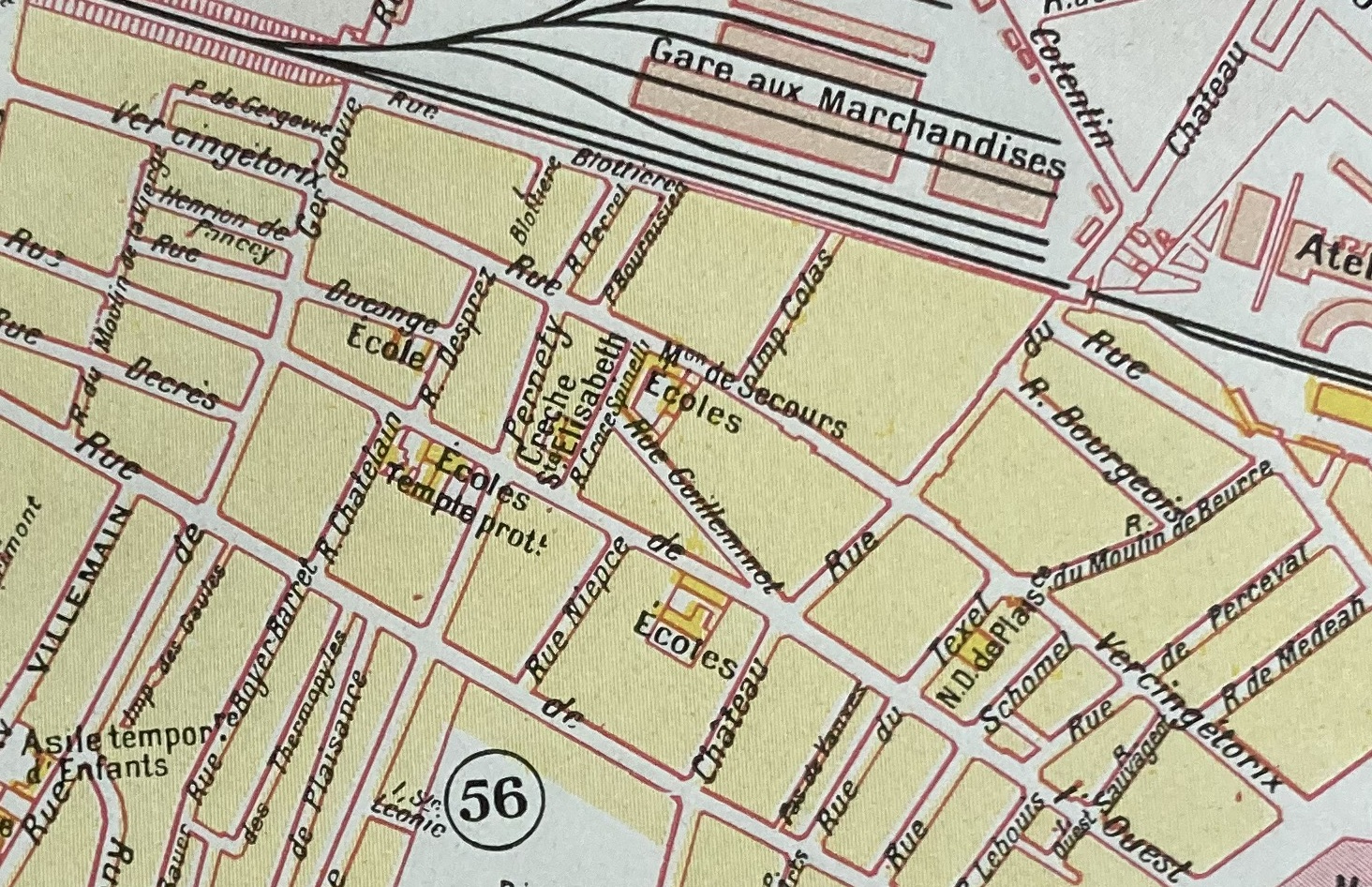
Rue Vercingétorix et ses abords, plan de Paris Atlas Larousse (1900).

En 1985, la création de la place de Catalogne ampute une partie de la rue.
Dans les années 1990, la rue est prolongée entre la rue Paturle et le boulevard Brune.

## Bâtiments remarquables et lieux de mémoire
- Nos 1 et 3 : complexe immobilier mixte d'habitations et de commerces (1983[6])  dont la façade principale s'étire le long de l'avenue du Maine (nos pairs 84 à 92) jusqu'à la rue Jean-Zay où les nos pairs 2 à 6 appartiennent également à ce même complexe. Bâti dans la dernière phase de l'opération de rénovation urbaine Maine-Montparnasse à l'extrémité est de la ZAC Guilleminot-Vercingétorix (îlot no 17 au début du XXe siècle[7], il recouvre l'emplacement de nombreuses petites maisons du quartier de Plaisance et des ateliers d'une ancienne cité d'artistes (voir no 3).
- No 3 : emplacement d'une ancienne cité d'artistes disparue vers la fin des années 1970. Elle a vu se succéder les ateliers du Douanier Rousseau de 1898 à 1901 (de 1906 à 1910 il a vécu dans la même rue au n° 36), de Pablo Gargallo, et de Julio González en mars 1904, ainsi que celui du peintre Tsugouharu Foujita (1886-1968) en 1917 ou en 1916/17[8]. Le peintre franco-hongrois Jean Toth y habita un atelier après la Seconde Guerre mondiale[9].
- No 4 : domicile, en 1912, du peintre Marius Roy (1833-1921)[10].
- Nos 19-21 : emplacement, de 1920 à 2015 de l'ancien hôpital Léopold-Bellan, spécialisé dans la colo-proctologie et la gastroentérologie, transféré depuis au sein de l'hôpital Saint-Joseph situé à proximité, au 185 C, rue Raymond-Losserand.
- No 33 (supprimé) : le peintre Eduardo Pisano y résida.
- À son débouché sur la place de Catalogne, la voie carrossable de la rue Vercingétorix est interrompue, le trafic étant dévié par la rue Alain jusqu'à la rue Pernety. La partie de la rue comprise entre les nos 26 et 44 et les nos 23 et 37, d'une longueur d'environ 145 m, a été supprimée en vue de la création de la place de Catalogne[11], de sorte que la rue du Texel, perpendiculaire à la rue Vercingétorix sur laquelle elle débouchait autrefois, aboutit désormais sur cette place, entre les nos 18 et 20. Près de l'angle sud-ouest s'élevait le Moulin de Beurre qui figure sur le plan Roussel (1730).

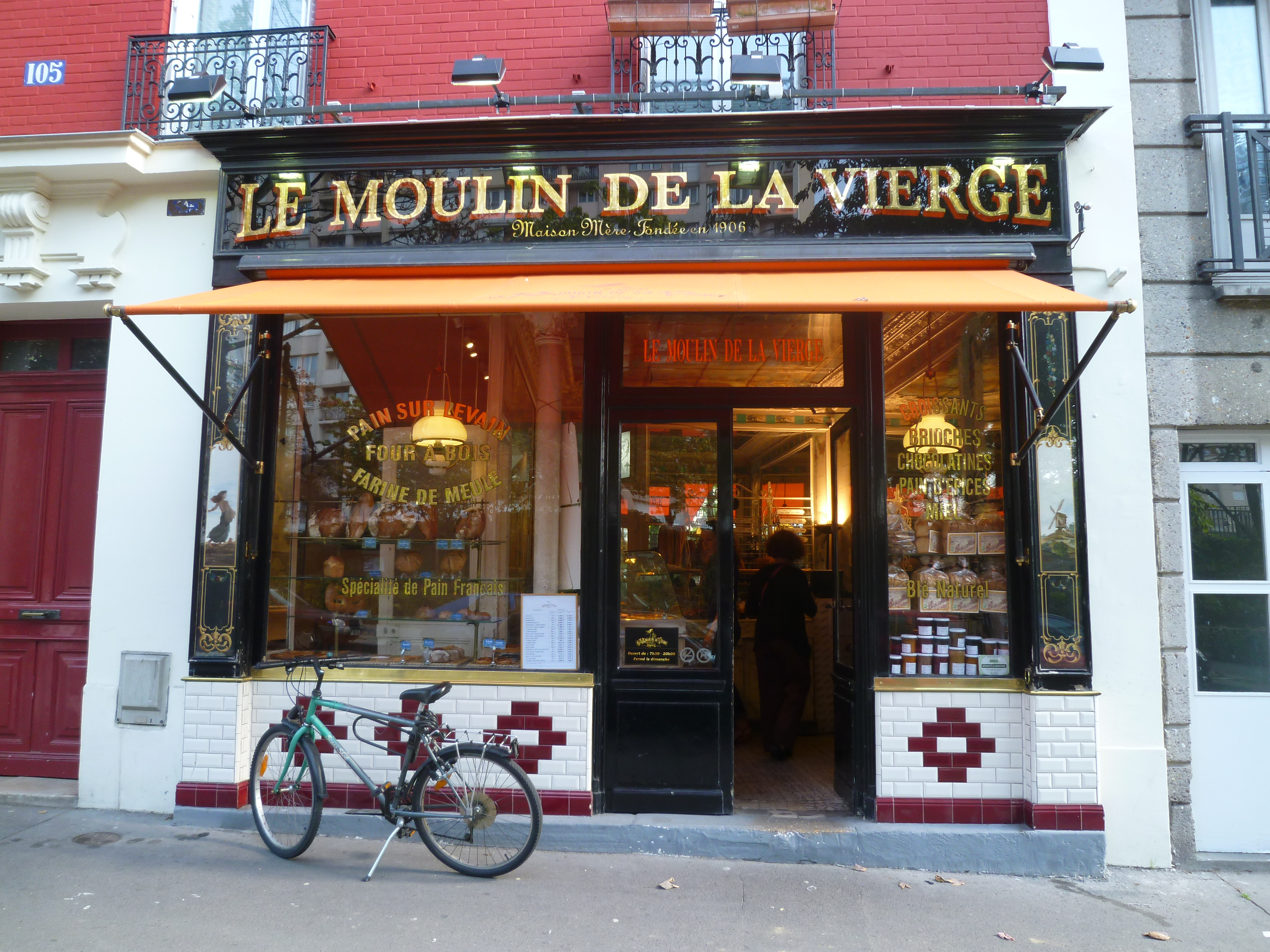
No 105 : Le Moulin de la Vierge.

- La partie de la rue Vercingétorix allant au-delà de la place de Catalogne jusqu'à la rue Pernety est aménagée en voie piétonne. Elle permet de franchir le porche de l'ensemble immobilier des Échelles du Baroque, de traverser celui-ci et de gagner la place de l'Amphithéâtre, ceinte d'immeubles d'habitations.
- N°50 : autour de ce numéro s'étendait une cité ouvrière (quartier ouvrier) depuis au moins la fin du XIXe siècle[12].
- Nos 50 et 52 : emplacement d'une ancienne cité d'artistes menacée de destruction dans les années 1970[13]. Sur la trentaine de sculpteurs et peintres qui l'occupent, cinq refusent de quitter les lieux et obtiennent grâce à la mobilisation d'associations de défense de l'environnement et d'élus socialistes et communistes ainsi qu'à l'intervention du ministère de la culture la sauvegarde de quelques ateliers[14]. Le peintre et graveur Paul-Édouard Crébassa (1864-1912) eut son dernier atelier au no 50, le peintre et lithographe Maurice Georges Poncelet (1897-1978) eut le sien au no 52.
- No 52-76 : Square du Cardinal-Wyszynski (1986) comportant une fontaine et un terrain de jeux. Ici débute une promenade composée par une succession de plus petits squares reliés entre eux par des passerelles: square de l'Abbé-Lemire, square du Père-Plumier, square Henri-et-Achille-Duchêne.
- No 59 : église Notre-Dame-du-Travail (1900) bâtie sur une exceptionnelle armature métallique.
- No 36 : le peintre Henri Rousseau (1844-1910), dit « le Douanier Rousseau », y vécut de 1906 à 1910 (de 1898 à 1901 il a vécu dans la même rue au n° 3).
- No 96 a vécu Armand Queval (1866-1932) sculpteur et mouleur-statuaire en 1897 ;
- No 105 : immeuble mixte de logements et commerce, abritant la boulangerie « Le Moulin de la Vierge ». Exemple notable d'un immeuble rescapé des démolitions entreprises dans les années 1970 en vue de la transformation de la rue en « radiale ». Il a été sauvé grâce à la ténacité du propriétaire de l'époque, qui a obtenu l'inscription du décor intérieur de la boutique (plafond peint et céramiques) à l'inventaire des monuments historiques[15].
- Nos 112-142 : square du Père-Plumier (1983) où a été érigé un bloc de granite gris sculpté intitulé Le Menhir, œuvre de sept granitiers bretons, inauguré en 1983[16].
- N° 219 : emplacement, de 1899 à la fin des années 1920, de la Maison de Santé du docteur Camille Landais[17] (dite aussi Maison de Santé de Montparnasse[18]), où se tiennent des opérations et des accouchements[17]. En 1911, le docteur Thiery de Martel, obtient de Camille Landais de louer une partie de l'établissement et d'y installer un bloc opératoire[19]. Durant la première Guerre Mondiale, Camille Landais met à disposition sa maison au ministre de la Guerre[20], tout en continuant à la diriger. Des accouchements s'y pratiquent toujours pendant la durée du conflit, comme on peut le constater dans le registre des naissances du 14e arrondissement[21]. Camille Landais meurt à Paris en 1927[22], et l'établissement deviendra ensuite l'Hôpital privé du docteur de Martel. Ce dernier décède en 1940 mais l'hôpital semble encore exister en 1943[23] sous ce nom, pour devenir ensuite la Clinique Vercingétorix, spécialisée en psychochirurgie[24],[25].
- No 232 : gare d'Ouest-Ceinture, sur l'ancienne ligne de Petite Ceinture.
- Dans cette rue travailla quelque temps le Douanier Rousseau, peintre français[26].
- Le peintre suisse Robert Wehrlin (1903-1964) eut également un atelier dans cette rue[27], à partir de 1924.
- Arrivés en France en 1924, Missak Manouchian et son frère Garabed « s'installent dans un hôtel insalubre de la rue Vercingétorix » note un siècle plus tard la mairie du 14e arrondissement[28].
- Dans cette rue est apposée au début des années 2000 une plaque commémorative fantaisiste : « Jérôme BOZEL / Plombier / A VECU DANS CET IMMEUBLE / DE 1972 A 1979 ».

## Galerie

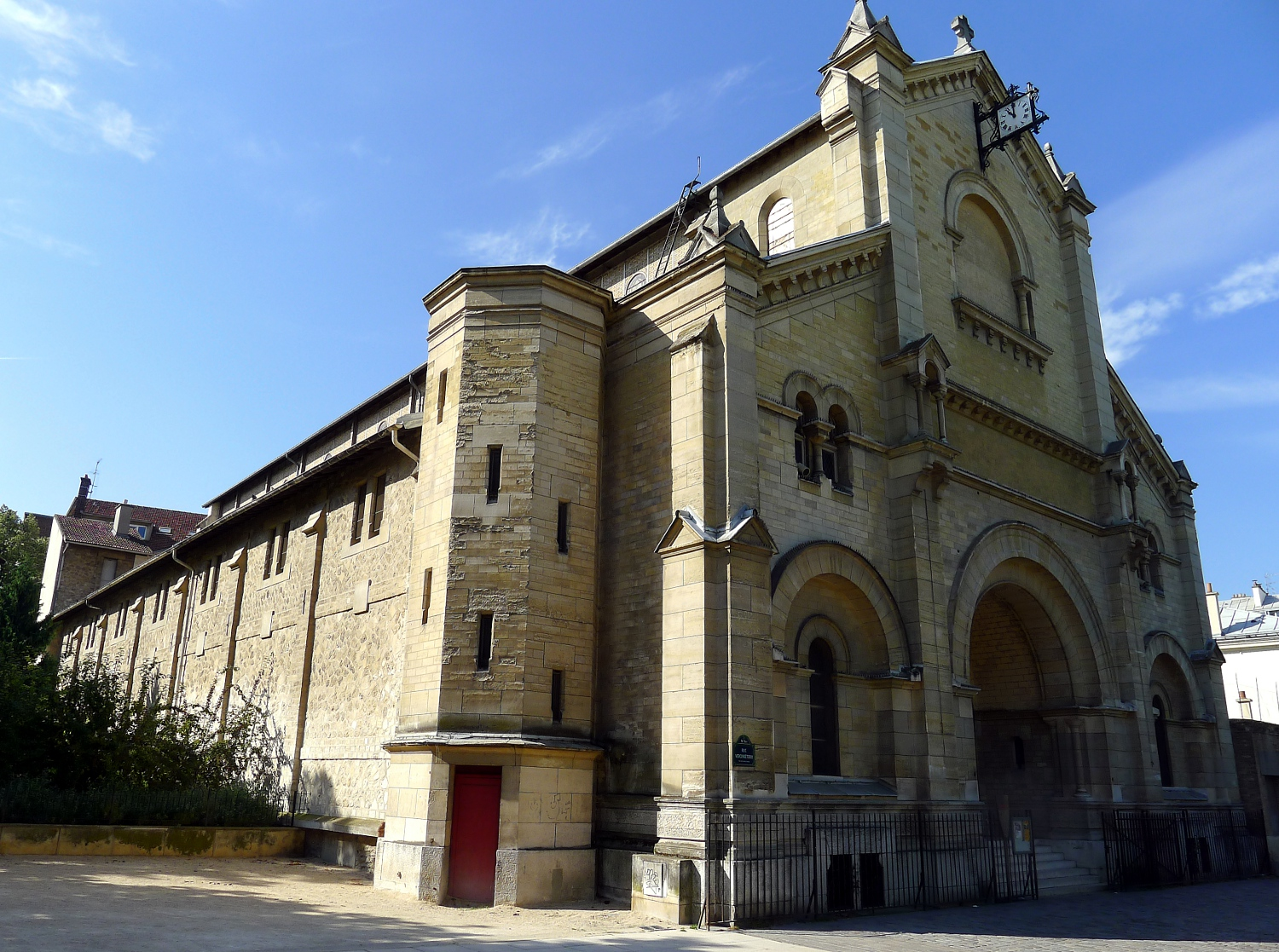
No 59 : l'église Notre-Dame-du-Travail.
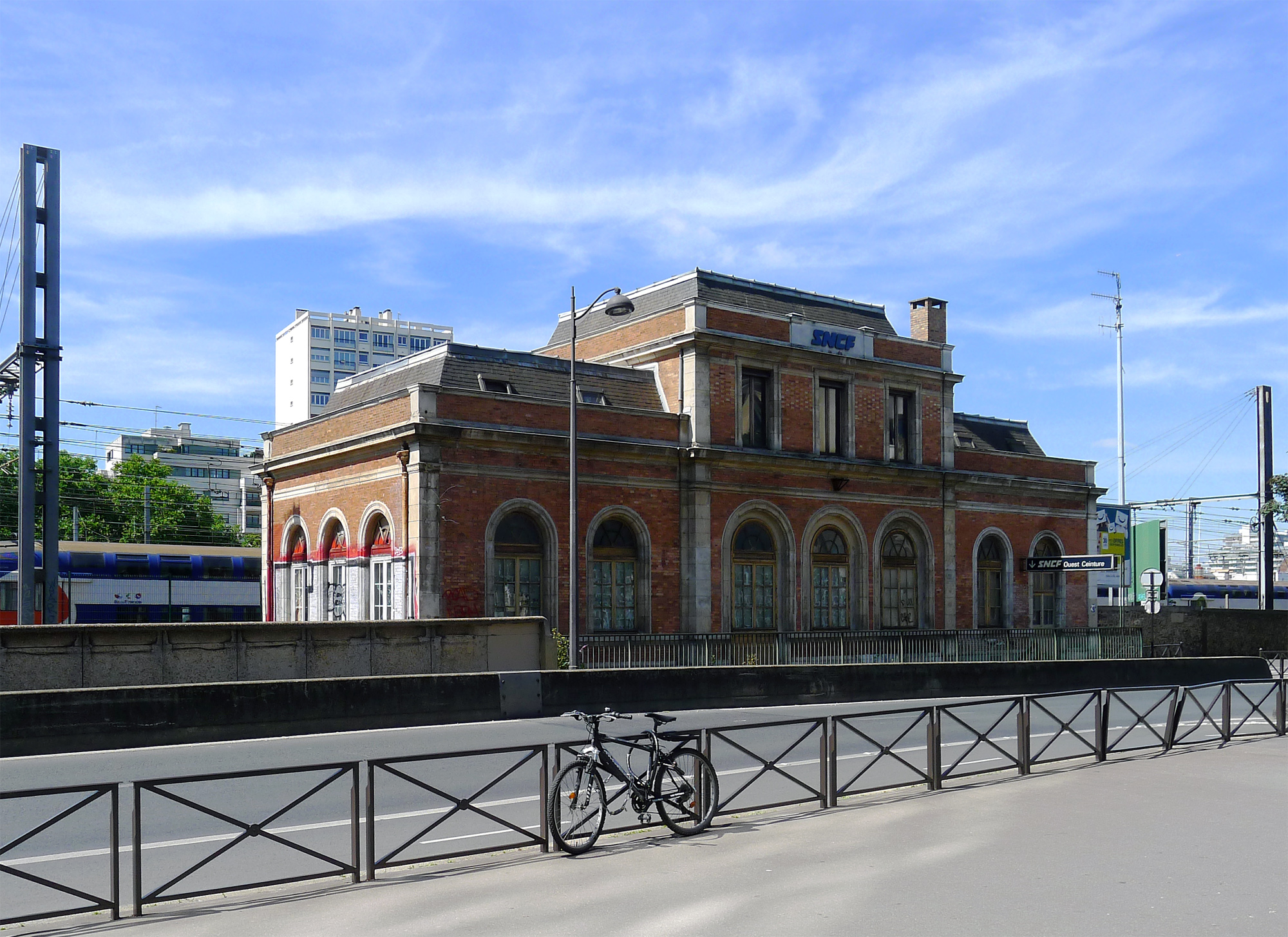
No 232 : l'ancienne gare d'Ouest-Ceinture.
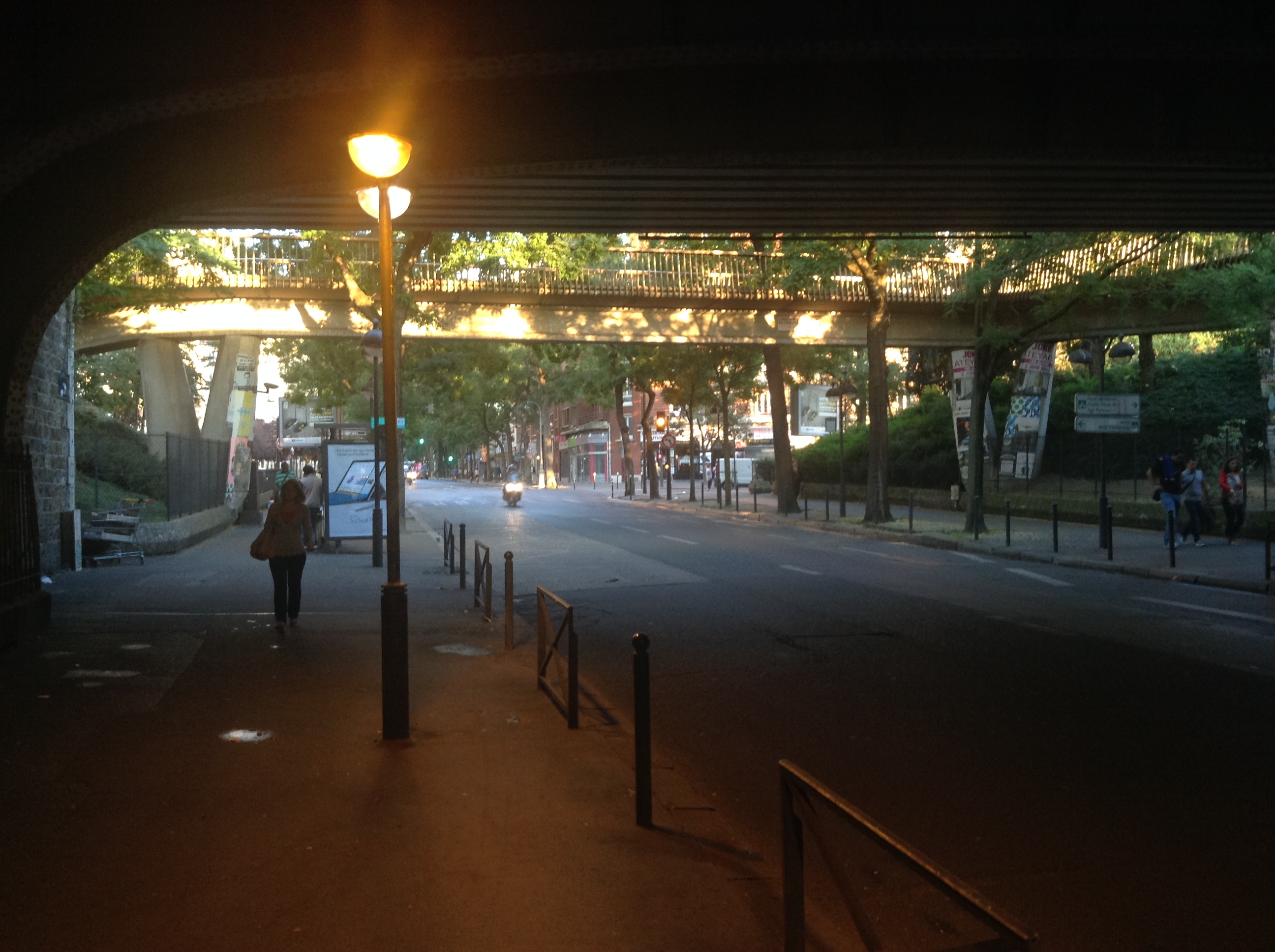
La rue d'Alésia sous le pont ferroviaire, non loin du croisement avec la rue Vercingétorix.